# Dragon Ball GT
Dragon ball GT é uma série de anime produzida pelo estúdio Toei Animation e a terceira da franquia Dragon Ball, sendo aficionado e registrado como uma história à parte por Akira Toriyama. Dragon Ball GT é a série mais curta das quatro produzidas, exibida entre 7 de fevereiro de 1996 e 19 de novembro de 1997, composta por apenas 64 episódios e um especial para a televisão intitulado Gokū Gaiden! Yūki no akashi wa Sì Xīngqiú. Diferente das duas séries de anime anteriores, Dragon Ball e Dragon Ball Z, GT não foi adaptado o mangá original Dragon Ball escrito por Akira Toriyama, mas foi criado como uma sequência da série de anime Dragon Ball Z, com uma história original usando os mesmos personagens e universo, que segue as façanhas de Goku, sua neta Pan e seus vários associados. No entanto, Toriyama desenhou alguns dos novos personagens introduzidos no programa.

## Enredo

### Saga Viagem Pelo Universo
A história começa cinco anos após o 28º Torneio de Artes Marciais. Dragon Ball GT começa quando Pilaf e seus capangas conseguem encontrar misteriosas "esferas do dragão negras" escondidas em uma sala do templo de Kami-Sama e por acidente transformam Son Goku em uma criança novamente, depois de um desejo feito por Pilaf ao Shenlong Vermelho. Pouco tempo depois, as esferas do dragão se espalham por todo o universo e devem ser coletadas em menos de um ano ou o planeta onde o desejo foi solicitado, neste caso a Terra, vai explodir.
Son Goku, Son Goten e Trunks decidem embarcar na busca de "esferas de dragão de estrelas negras" para encontrá-las o mais rápido possível. No entanto, no último momento antes de sair, Pan, neta de Goku e filha de Gohan e Videl, entra na nave, substitui seu tio Goten e embarca na viagem com seu avô e Trunks.

### Saga de Baby
Goku, Pan e Trunks conhecem Baby, que pertence à espécie mais inteligente do Universo, que foi quase toda eliminada pelos Sayajins, os Tsufurujins. Baby foi robotizado pelo Doutor Myuu, e sua espécie tem o poder de invadir os corpos de qualquer ser e usá-lo como se fosse dele, e caso a pessoa não queira mais se manter em determinado corpo, ela pode ir para outro e deixar ovos no hospedeiro antigos, para que este continue sendo controlado. Depois de perder para Goku e os outros, Baby decide ir à Terra, implanta ovos em quase todos os terrestres e toma controle do corpo de Goten, Gohan e Vegeta. Quando Goku volta à Terra, quase todos os terráqueos estavam sendo controlados por Baby, até mesmo Dendê.
Então, Goku teve de lutar contra os seus próprios filhos, Gohan e Goten, e depois aparecem Baby Vegeta, Bra (filha de Vegeta e Bulma) e Trunks, que por ter sido possuído por Baby em sua primeira batalha com o Tsufurujin, não percebeu que haviam ovos do oponente dentro dele, que acabaram o possuindo. Goku se transforma em Super Saiyajin 3 e os dois guerreiros lutam, mas, como Baby Vegeta era mais forte, Goku perde. Quando Baby lança seu poder mortal — A Super Bola Mortal de Rancor —, Goku é salvo por Kibitoshin. No entanto, devido à influência das energias da Grande Bola de Rancor, Goku é teleportado para o universo dos enigmas.
Porém, Goku havia deixado as Esferas do Dragão Negras com Dendê, que entregou a Baby e este pediu que fizesse um novo planeta, igual ao seu antigo planeta natal antes de ser destruído pelos Saiyajins, e que o levasse e levasse seus súditos para lá.
Quando conseguiu sair do universo dos enigmas, Goku chegou ao planeta Kaioshin e resolveu fazer o mesmo treinamento que o Supremo Kaioshin fez com Gohan; assim, Ro Kaioshin faz com que Goku voltasse a ter rabo. Enquanto isso, seu discípulo, Oob, lutava contra Baby. Isso porque além de Majin Boo, mister Satan e Pan não terem sido controlados por Baby, o ser rosa encontrou o jovem e alegou a Oob que por ele ser sua reencarnação boa, quando se unissem, iriam ter um imenso poder capaz de matar Baby, porém a ideia não foi bem sucedida. Assim, Goku teve de voltar ao mundo para lutar novamente contra Baby Vegeta. Ele chega quando Baby derrota Oob, que tentou transformá-lo em doce. Novamente transformado em Super Saiyajin 3, Goku perde mais uma vez. Quando Baby se mostrava vitorioso, Goku olha para a lua do planeta e recebe raios blutz, a energia do satélite, transformando-se, assim, em um Golden Oozaru, que é mais forte que um Super Saiyajin 3, apesar de o mesmo ter ficado incontrolável. Pan, que por sua vez não estava possuída pelos ovos de Baby, fez com que seu avô recuperasse a consciência e, assim, Goku sofre uma nova e poderosa transformação, o Super Saiyajin 4, que é um misto de Super Saiyajin com Oozaru.
Ao testar seus novos poderes, Goku mostra que é muito mais poderoso do que Baby. No entanto, Bulma, que estava possuída por um dos ovos de Baby, construiu uma máquina de raios blutz e disparou contra Baby Vegeta, que se transformou em um Golden Oozaru, resultando em uma luta de igual para igual. Quando Baby estava em vantagem, Goku dispara um Kamehameha aumentado em 10 vezes. Baby sai do corpo de Vegeta e tenta fugir com sua nave, mas Goku lança outro Kamehameha, desta vez na nave de Baby, quando esta passava pelo Sol. Assim, Goku finalmente consegue matar o Tsufurujin.
Após a morte de Baby, a turma descobre que a Terra iria explodir em duas semanas, e eles têm a ideia de transportar os humanos ao planeta Tsufuru. Todo mundo sai da Terra, exceto Piccolo, que dissera a Gohan que, se ele morresse, as esferas do dragão de estrelas negras virariam pedras, devido ao fato de que ele havia se fundido com o Kami Sama anterior, que criou tais esferas.

### Saga do Super 17
Tudo Volta Ao Normal , Até que, no inferno, Dr Myuu e Dr Gero se conhecem e constroem outro andróide número 17, para fundi-lo com o número 17 da terra para unir os dois e fazer a terra entrar em colapso. Depois disso, Trunks chega na casa de Goku gravemente ferido. Ele conta que foi o androide 17 que o atacou e disse para Goku ir ao inferno, pois ao mesmo tempo que Doutor Gero e Miyuu se conheceram e tiveram a ideia de fazer uma fusão dos 2 andróides 17 para criar o guerreiro supremo, eles abriram os portões do inferno, ou seja, todos os oponentes que Goku e os outros derrotaram iriam poder atravessar esse portão e voltar para a terra. Goku não quis ir, mas Bulma disse sobre o que iria acontecer se Freeza e Cell fossem ressuscitados. Goku foi até o inferno para averiguar a situação, mas ficou preso lá. Depois, ele encontra e acaba lutando com Freeza e Cell, que queriam vingança contra o Saiyajin. Enquanto isso na terra a número 18 encontra o número 17, totalmente diferente do que ela conhecia. Ele afirma que está muito bem e que essa era a chance que ele sempre quis de ser um ser supremo e derrotar todos que o atrapalham, algo que 18 não entende, visto que ele estava falando como se estivesse aderindo os antigos planos do falecido Dr Gero, criador deles ao qual os dois nutrem grandes ódio. Ele então, tenta fazer 18 se juntar a ele, algo que Kuririn não permite, fazendo com que 17 se enfureça e mate o humano, deixando 18 desolada
Ao ver seu amado morto no chão, ela tenta se vingar, porém sem sucesso. Os Dois andróides 17 acabam se encontrando e se fundem, formando o super 17, um guerreiro com poder avassalador. Enquanto isso, os guerreiros Z estavam lutando contra seus antigos oponentes que tinham ressuscitado do inferno e os derrotam. Depois de Goku derrotar Freeza e Cell, Piccolo chega lá, e diz que só havia uma de Goku escapar do inferno: Que era a de Picollo e Dendê unirem seus pensamentos e usar seus poderes de Namekuseijins para abrir novamente o portal que conectava o mundo dos mortos ao mundo humano. Nesse meio tempo, o super 17 encontra os guerreiros Z, que utilizam inúmeras táticas para tentar vencer o andróide, porém mesmo com Goten, Vegeta, Trunks e Gohan se transformando em super sayajins e mesmo Oob os auxiliando, eles não eram páreo para o andróide. O super 17 estava prestes a lançar um poder gigante em vegeta, mas ele foi salvo por Goku, e a luta de Goku e o Super 17 começou. Goku se transforma em Super sayajin, mas nada consegue fazer, decidindo se transformar em Super sayajin 4. Goku, por ser estratégico, usa vários golpes de energia no Super 17, sem saber que o andróide pode absorver energia, e a situação piora quando ele absorve o kamehameha aumentado 10 vezes de Goku. A número 18 aparece para auxiliar Goku no combate e para vingar a morte de Kuririn, o que acaba servindo como distração para Goku destruir o mecanismo que permitia o super 17 de absorver ki e derrotá-lo com um poderoso Kamehameha.

### Saga dos Dragões Malignos
Goku foi pedir ao Shen-Long que ressuscitasse todas as pessoas que tinham sido mortas pelos oponentes que escaparam do mundo dos mortos, mas as Esferas do Dragão mudaram novamente, estando com uma cor azulada e com aspecto maligno. Após dizer o código secreto para invocar shen long, aparecem vários Shen-Longs Malignos, o que assusta Goku e os outros. Entretanto, Sr. Kaioh explica que aqueles dragões nasceram de sentimentos malignos existentes em determinados pedidos feitos por Goku e seus amigos anteriormente, alertando que esse dragões deveriam ser mortos o mais rápido possível, fazendo com que Goku e Pan fossem em busca deles, os derrotando um a um, exceto o dragão que surgiu da esfera de Quatro estrelas, que se mostra com uma personalidade boa. De repente, aparece Li Shen-Long, o Dragão de uma estrela, que mata o dragão bom, enfurecendo Goku, que luta contra o novo oponente, que se mostra mais forte que ele, resistindo até ao golpe mais forte de Goku transformado em super sayajin 4, o Kamehameha aumentando 20 vezes.
De repente, Li Shen Long absorve as demais esferas do dragão que Goku conseguiu recuperar após derrotar os dragões malignos, atingindo a sua transformação mais poderosa, se tornando Omega Shenron, que era muito mais forte que Goku Super Saiyajin 4. quando tudo parecia estar perdido, Vegeta aparece, que, com a ajuda de sua esposa Bulma e sua máquina de raios blutz, se transforma em Super Saiyajin 4 (O uso da máquina para a transformação se dá ao fato de que Vegeta havia perdido sua cauda). Vegeta alerta Goku que eles, mesmo transformados em Super Saiyajin 4, não conseguiriam vencer Omega Shenron, quando de repente, Vegeta avisa ao mesmo que eles precisam fazer a fusão para vencer o Dragão.
Enquanto Gohan, Trunks e Goten distraem Omega Shenron, Goku e Vegeta aproveitam para realizarem a Fusão, e assim com a fusão de dois Super Saiyajins 4, nasce o Guerreiro mais poderoso de toda a saga Dragon Ball, Gogeta Super Saiyajin 4, com um poder muitíssimo maior do que Omega Shenron. Porém, a fusão dura menos de 10 minutos e a personalidade brincalhona do novo guerreiro impede a destruição do oponente. Omega Shenron não permite que Goku e Vegeta façam a fusão novamente e começa a atacá-los constantemente. Goku e Vegeta, ao gastarem todas as suas energias contra o Dragão de uma estrela, voltam ao seus estados normais.
Quando tudo estava perdido, Goku decide apostar tudo na Genki-Dama Universal, formada com a energia de todos os seres do universo e destrói Omega Shenron de uma vez por todas. Mas quando o Shen-Long original aparece, sem sequer ser chamado, ele transforma Goku em uma entidade que tem o dever de zelar pelo equilíbrio universal, dizendo que não vai realizar mais nenhum desejo, pois as seres do universo já abusaram muito do poder das esferas do dragão. Porém Goku o convence a realizar um último desejo, que era ressuscitar todas as pessoas da Terra que foram mortas por Li Shen-Long, se despede de seus amigos e vai embora com shen long. Cem anos depois, Pan, que já está bem velha, vai ao Torneio de Artes Marciais ver seu neto, Goku Jr., que é idêntico a Goku, participar do Torneio, que chega na final e luta contra Vegeta Jr., que é idêntico a Vegeta. Os dois lutam enquanto Goku aparece para assistir a luta dos jovens Saiyajins e depois vai embora.

## Produção
Em 1995, Akira Toriyama decidiu terminar a série de mangá Dragon Ball, mas a Toei Animation ainda iria continuar a série de anime por mais um tempo. Enquanto os episódios da "Saga Majin Boo" de Dragon Ball Z ainda estavam sendo exibidos, já estava sendo criada a equipe para a continuação. Osamu Kasai foi escolhido como diretor, Aya Matsu e Jun Maekawa como os roteiristas, enquanto Katsuhiro Nakatsuru, o criador do personagem Bardock, ficou responsável pelo desenho dos personagens e também colaborou na criação de diferentes storyboards. O próprio Toriyama se referiu ao GT com uma "grande história paralela (Side-Story, série oficial não canônico) de Dragon Ball original".
Toriyama participou com dicas iniciais, desenho dos personagens, ambientes e objetos e deu o título da série. Ele disse, "GT vem da terminologia automobilística Gran Turismo. Em outras palavras, um carro rápido e eficiente/ poderoso. Nesse caso, como teremos viagens pelo universo, GT tem o significado de Jornada Magnífica". Antes da escolha desse título, outros nomes foram considerados para títular a série, sendo eles: Dragon Ball 21, Dragon Ball Z2, Dragon Ball WW e Dragon Ball G-up. Toriyama desenhou o logotipo em dezembro de 1995.

Os personagens principais Goku (meio), Pan (esquerda) e Trunks (direita) numa ilustração desenhada por Akira Toriyama (Weekly Shonen Jump No.3-4, 1996).

Durante o desenvolvimento da história de Dragon Ball GT, os autores perceberam que, no final de Dragon Ball Z, o protagonista Goku se tornou muito velho e forte para continuar a falar sobre o seu crescimento, e por isso eles decidiram transformá-lo criança novamente e enfraquecê-lo. Segundo Toriyama, não faria sentido continuar o anime com o Goku ultra poderoso sabendo que ninguém conseguiria igualar aos seus poderes. Eles também estavam indecisos sobre quais personagens escolher como companheiros de Goku durante a série e, no fim, a escolha recaiu a Trunks e Pan. O primeiro por ser "tão forte como Vegeta e tão inteligente como Bulma", enquanto o segundo por ser "a neta de Goku e de Mr. Satan" e, de acordo com os produtores, foi um elemento interessante a ser explorado.
Para Goku combater inimigos mais fortes, a Toei Animation decidiu oferecer ao público um novo estágio do Super Saiyajin, que ultrapassaria os anteriores: O Super Saiyajin 4. Katsuyoshi Nakatsuru disse que agonizava enquanto desenhava o Super Saiyajin 4, questionando se era necessário ir mais longe com as transformações. Para distingui-lo das fases anteriores, ele fez o cabelo mais "selvagem" e cobriu o corpo de Goku em pelo vermelho. Havia apenas uma única versão final do personagem, embora Nakatsuru considerou fazer o cabelo loiro, acabou escolhendo preto, pois proporciona maior contraste com o pelo vermelho. O desenho do Super Saiyajin 4 foi criado cinco meses antes da série estrear no Japão.

### Música
A música de Dragon Ball GT foi composta por Akihito Togunaga substituindo Shunsuke Kikuchi, devido a sua aposentadoria, embora a série use cinco partes de música tema de artistas populares. Field of View realiza o tema de abertura da série, "Sorriso Resplandecente (Dan Dan Kokoro Hikareteku)", que é usado para todos os 64 episódios. "Hitori Janai" interpretado por Deen, é usado para o tema de encerramento dos primeiros 26 episódios. Começando no episódio 27, a série começa a usar "Don't You See!" De Zard para o tema final. Episódio 42 marca a próxima mudança do tema final, com "Blue Velvet" de Shizuka Kudō sendo usado. "Sabemuita Machine Gun de Ima o Uchinukō", interpretado por Wands, é apresentado como um tema de encerramento no episódio 51. Ele foi usado como o tema de encerramento para o restante da série, exceto para o episódio final, que reutiliza o tema de abertura.

## Exibição

### No Brasil
Dragon Ball GT foi exibido pelo Cartoon Network brasileiro antes do americano, que havia decidido reprisar Dragon Ball entre as fases Z e GT. 
Sua estreia foi em 2 de Dezembro de 2002, na também estreia da versão brasileira do bloco Toonami do Cartoon Network. Já a Rede Globo exibiu a série a partir de 12 de Maio de 2003 Entre 2012 e 2013, a série foi exibida pela Rede Bandeirantes.
Em 2022, a série Dragon foi disponibilizada no serviço Crunchyroll, a princípio com idioma em inglês.

### Em Portugal
Dragon Ball GT foi exibido pela primeira vez em 1999 na SIC no bloco Buéréré, repetindo algumas vezes nos anos seguintes. À semelhança das séries anteriores e contando com a maioria dos dobradores das séries anteriores, com a excepção de Fernanda Figueiredo (que dava voz a Krilin, Kika [Chi-Chi], Videl, entre outras personagens), de Joaquim Monchique (voz de Boo Boo, Oob, entre outras personagens) e de Vitor Rocha (voz de Hércules [Satan], Satã [Piccolo] (2ª voz), Vegeta (2ª voz), entre outras personagens) e com a adição de Paulo Espírito Santo (General Lidl, Hércules, Uub, Dende, Kaioshin, Dragão 7 Estrelas) , Dora Cruz e o regresso de João Loy. Enquanto era transmitido pela SIC foi também editado em VHS de 1999 a 2000 pela Prisvídeo, com a dobragem portuguesa, perfazendo 21 VHS com todos os 64 episódios.
Voltou a ir para o ar na SIC Gold de 2002 até 2004, na SIC Radical de maio de 2005 até 3 de outubro de 2016, sendo substituído pelo anime Fairy Tail, e esteve em exibição no canal infantil SIC K (onde também foram exibidas a série clássica, Dragon Ball Z e Dragon Ball Super).

## Músicas
Abertura:
- Dan Dan Kokoro Hikareteku ("Coração de Criança" ou "Sorriso Resplandecente" na Versão Brasileira)
  - Letra: Izumi Sakai
  - Música: Tetsurō Oda
  - Arranjo: Takeshi Hayama
  - Intérprete: Field of View (Ricardo Fábio, na versão brasileira / Ricardo Spínola e Paulo Espírito Santo nas versões portuguesas)
    - Versões:
      1. Versão 1: episódios 1~26 (primeira versão dublada em toda a série até o 64)
      2. Versão 2: episódios 27~64

Encerramento:
- Hitori Janai ("Estarei com Você" na Versão Brasileira) (EP 01-26)
  - Letra: Shuichi Ikemori
  - Música: Tetsurō Oda
  - Arranjo: Hirohito Furui
  - Intérprete: Deen (Gustavo Andriewiski, na versão brasileira)

- Don't You See! (EP 27-41; extra O Legado do Herói)
  - Letra: Izumi Sakai
  - Música: Seiichiro Kuribayashi
  - Arranjo: Takeshi Hayama
  - Intérprete: Zard

- Blue Velvet (EP 42-50)
  - Letra: Shizuka Kudō
  - Música e Arranjo: Hatake
  - Intérprete: Shizuka Kudō

- Sabitsuita Machine Gun de Ima o Uchinukō (EP 51-63)
  - Letra e Música: Miho Komatsu
  - Arranjo: Daisuke Ikeda
  - Intérprete: WANDS

## Mídia relacionada

### Vídeo game
Houve dois videogames produzidos com base em Dragon Ball GT, sendo o primeiro Dragon Ball GT: Final Bout em 1997 para o PlayStation, que recebeu lançamentos internacionais no mesmo ano, tornando-se o jogo original de Dragon Ball a ser lançado na América do Norte. O jogo apresentava um elenco de voz baseado na Califórnia para a versão norte-americana, em vez do elenco Ocean baseado em Vancouver, que estava fazendo a dublagem original em inglês de Dragon Ball Z em 1997. O jogo de Game Boy Advance Dragon Ball GT: Transformation  de 2005 foi lançado exclusivamente na América do Norte. Dois "GT Packs" foram lançados para o jogo Dragon Ball Xenoverse em 10 de março de 2015 e 14 de abril de 2015, respectivamente. Ambos os pacotes também podem ser obtidos através do passe de temporada do jogo. Goku como ele aparece em Dragon Ball GT é um personagem jogável em Dragon Ball FighterZ. O personagem foi lançado como conteúdo pago para download em 9 de maio de 2019.

## Recepção
Diferente das duas séries anteriores, Dragon Ball GT recebeu críticas mistas e negativas. O site IGN chamou a série de "francamente desagradável", mencionando que o material e os personagens tinham perdido a novidade e diversão. Eles também criticaram o character design de Trunks e Vegeta como sendo "estúpido". O site de cultura otaku Anime News Network (ANN) também deu comentários negativos sobre Dragon Ball GT, mencionando que as lutas da série foram "um exercício infantil muito simples", e que muitos outros animes foram superiores. O enredo também foi criticado por fazer uso de temas já mostrados nas séries anteriores. Entretanto, ANN também o chamou de "um passeio divertido quando não levado muito a sério".
Em 2010, o produtor de Dragon Ball: Raging Blast 2, Ryo Mito, afirmou que "GT é popular entre os fãs no exterior. No Japão, não é tão popular". Foi considerado a segunda maior propriedade de anime da Funimation durante os anos 2000, atrás apenas de Dragon Ball Z. O lançamento americano de GT foi rotulado como "muito bem-sucedido" em 2005. A dublagem da Funimation recebeu críticas varias. Jeffrey Harris, do IGN, chamou-o de "repulsivamente repelente", mencionando que o material e os personagens perderam sua novidade e diversão. Eles também criticaram os designs de personagens GT de Vegeta e Trunks como sendo "patetas". Em seu review da temporada de 2008 da Funimation, Todd Douglass Jr. do DVD Talk afirmou que a série se tornou a "filho bastardo da série" e foi "uma má ideia que surgiu do desejo de alguém de ganhar mais dinheiro nas costas do trabalho de Toriyama." Ele continua escrevendo: "Dragon Ball GT não é de todo ruim. Existem algumas lutas legais espalhadas por todo o show e, embora as histórias nunca cheguem ao nível que nos acostumamos em Z, alguns momentos foram divertidos o suficiente para agradar Dragon Ball. É só que esses trechos são espalhados poucos e distantes entre si e quando comparados aos seus antecessores, são lamentavelmente curtos em todas as contas."
O CBR afirmou que o personagem de Pan "abraça uma estética moleca e prefere lutar sobre outras atividades que podem ser consideradas mais convencionalmente femininas.", e afirmou que o show "deixou cair a bola com [seu] potencial". Comicbook.com disse que GT "se debateu para criar personagens que fossem memoráveis ou até mesmo simpáticos para os fãs", e o criticou por fazer Goku se tornar "tão importante para o show que antigos personagens como Kuririn, Gohan e até mesmo Vegeta são esquecidos."
Nos últimos anos, GT começou a ser comparado favoravelmente com a mais recente série de anime de Dragon Ball, Dragon Ball Super. Em 2021, Hidden Remote comentou que: "Apesar de seus pontos fortes, Dragon Ball Super possui algumas falhas notáveis. Além disso, essas fraquezas existem em áreas onde GT se destacou". O CBR afirmou em 2021 que GT tinha música melhor e que Super Saiyan 4 era mais memorável do que qualquer uma das transformações em Dragon Ball Super.